# Бартельсхаген-II (Барт)
Бартельсхаген-II (нем. Bartelshagen II b. Barth) — община в Германии, в земле Мекленбург-Передняя Померания.
Входит в состав района Северная Передняя Померания. Подчиняется управлению Барт. Население составляет 415 человек (на 31 декабря 2010 года). Занимает площадь 14,49 км².